# Altkom Akademia

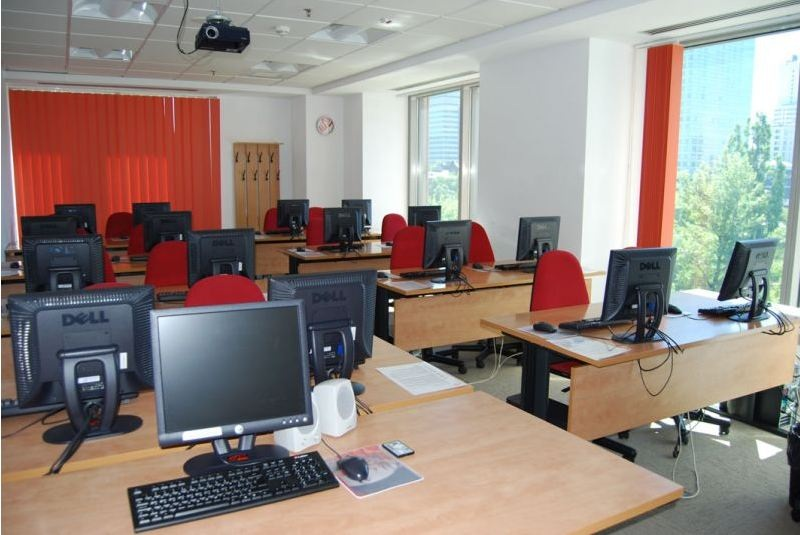
Sala szkoleniowa Alktom Akademii

Altkom Akademia S.A. – polska spółka specjalizująca się w edukacji informatycznej i biznesowej, największa organizacja edukacji informatycznej i biznesowej w Polsce.
Spółka została założona w 1992 roku przez Tadeusza Alstera, który cztery lata wcześniej razem z Markiem Kobiałką utworzył świadczącą usługi IT firmę Altkom. Siedziba główna mieści się w Warszawie, a ośrodki szkoleniowe znajdują się w także w Krakowie, Wrocławiu, Gdańsku, Łodzi.
Ofertę edukacyjną stanowi ponad tysiąc autorskich i autoryzowanych szkoleń. Obejmuje ona szkolenia z zakresu zarządzania organizacją i projektami, szkolenia interpersonalne oraz informatyczne skierowane do profesjonalistów i użytkowników IT.
Usługi edukacyjne Altkom Akademii obejmują:
- Autorskie i autoryzowane szkolenia w obszarach: przywództwo, projekty, ludzie, relacje z klientami, rozwój IT, utrzymanie IT, informacja, finanse, procesy – prowadzone w formule otwartej, zamkniętej lub w ramach złożonych projektów szkoleniowych.
- Egzaminy – testowanie wiedzy w każdym ośrodku, w centrach egzaminacyjnych z międzynarodowymi autoryzacjami i akredytacjami z GASQ, Pearson VUE, APMG, Certiport oraz ECDL, a także na podstawie dedykowanych testów. Pozwalają na obiektywne sprawdzenie wiedzy i zdobycie uznanych certyfikatów zawodowych.
- Narzędzia diagnozy – ankiety, testy wiedzy, testy kompetencji, kwestionariusze osobowości – pomagają w lepszym dopasowaniu i ocenie skuteczności procesu rozwojowego, wyjaśnieniu wpływu podjętych działań na efektywność pracowników oraz planowaniu strategii rozwojowych.
- Planowanie i realizację projektów rozwojowych – identyfikacja potrzeb szkoleniowych, projektowanie i realizacja procesu edukacyjnego, ewaluacja rezultatów i rekomendacja działań rozwojowych.
- Studia MBA i studia podyplomowe – współorganizowane z uznanymi polskimi uniwersytetami i uczelniami wyższymi

Co roku spółka nagradzana jest przez niezależne organizacje i czołowych producentów technologii za jakość i innowacyjność szkoleń.
W 2018 roku miesięcznik Computerworld po raz kolejny przyznał Altkom Akademii pierwsze miejsce w rankingu dostawców usług szkoleniowych dla IT w Polsce.